# Краут
Краут (нім. Kraut) — німецьке слово, записане в англійській мові з 1918 року як етнічна образа для німця, зокрема німецького солдата під час Першої та Другої світових воєн. Його раннє значення в англійській мові було синонімом квашеної капусти, традиційної страви Центральної та Східної Європи.

## Етимологія слова
Німецькою мовою цей термін означає «трава» або позначає листя та стебло рослини. Термін частіше вживається у складних іменниках трав, а також капусти та капустяних продуктів:
- Weißkraut = білокачанна капуста (також Weißkohl)
- Blaukraut або Rotkraut = червона капуста (або Rotkohl)
- Sauerkraut  = квашена білокачанна капуста або «кисла капуста»
- Unkraut = бур'ян
- Bohnenkraut = Чабер
- Rübenkraut = густий сироп з цукрових буряків

Множина Kräuter зазвичай використовується (трави, бур’яни), коли йдеться про спеції, але часто замінюється на Gewürz, що може стосуватися будь-якої спеції.

## Сленг
Слово було зафіксоване як розмовний термін німців до середини 19 століття. Під час Першої світової війни Kraut став використовуватися в англійській мові як етнічна образа для німців. Хоча під час Першої світової війни воно в основному використовувалося британськими солдатами, у Другій світовій війні воно стало використовуватися переважно американськими солдатами і менше — британськими солдатами, які надавали перевагу термінам Джеррі або Фріц. Більшість німців вважають це образливим.

## Демонім
Bauer Krauts — хокейна команда, що базувалася в Кітченері, Онтаріо (відома як «Берлін, Онтаріо» до початку Першої світової війни), у двадцятому столітті.

## Музика
Krautrock — популярний термін для експериментального німецького прогресивного року кінця 1960-х і 1970-х років. Krautrock був представлений такими виконавцями, як Amon Düül II, Kraftwerk, Neu!, Tangerine Dream, Faust, Can і Девід Бові в його альбомах «Berlin Trilogy» Low, «Heroes», і Lodger, а також багатьох інших.
Kraut — назва нью-йоркської панк-рок-групи 1980-х років. Їхня пісня «All Twisted» стала першим незалежним музичним відеокліпом, яке транслювалося на MTV.
«Magic Kraut» — назва пісні в альбомі Fresh гурту Teddybears.
Пісня індастріал-рок-гурту KMFDM «Kraut» з’являється на бі-сайді їхнього синглу «Juke Joint Jezebel», а також на Extra, Vol. 3 компіляції.
Krauts with Attitude — назва платівки, випущеної в Німеччині в 1991 році, яка відіграла видатну роль у становленні німецької хіп-хоп сцени.
Шведський інді-рок-гурт Peter Bjorn and John написав трек під назвою "School of Kraut".